# Покровка (станция Дальневосточной железной дороги)
Покро́вка — закрытая железнодорожная станция Сахалинского региона Дальневосточной железной дороги. Расположена в селе Сосновка. Названа по соседнему одноимённому селу.

## История
Станция открыта в 1943 году в составе ответвления от основного хода Сахалинского региона ДВЖД.
Современное название с 1 февраля 1946 года.
Закрыта 31 мая 2019 года в связи с отказом ОАО РЖД от перешивки колеи на общероссийский стандарт 1520 мм малодеятельного участка Сокол — Быков.

## Деятельность
До 31 мая 2019 года на станции останавливались две пары пригородных дизельных поездов Южно-Сахалинск — Быков. Грузовые операции по станции не предусмотрены.

## Изображения
- В сторону Сокола
- В сторону Быкова
- Вид со стороны моста через р. Найба